# Палм-Сити (Флорида)
Палм-Сити (англ. Palm City) — статистически обособленная местность, расположенная в округе Мартин (штат Флорида, США) с населением в 20 097 человек по статистическим данным переписи 2000 года.

## География
По данным Бюро переписи населения США статистически обособленная местность Палм-Сити имеет общую площадь в 42,73 квадратных километров, из которых 37,81 кв. километров занимает земля и 4,92 кв. километров — вода. Площадь водных ресурсов округа составляет 11,51 % от всей его площади.
Статистически обособленная местность Палм-Сити расположена на высоте 2 м над уровнем моря.

## Демография
По данным переписи населения 2000 года в Палм-Сити проживало 20 097 человек, 6301 семья, насчитывалось 8458 домашних хозяйств и 9228 жилых домов. Средняя плотность населения составляла около 470,33 человек на один квадратный километр. Расовый состав населённого пункта распределился следующим образом: 96,56 % белых, 1,08 % — чёрных или афроамериканцев, 0,13 % — коренных американцев, 1,03 % — азиатов, 0,79 % — представителей смешанных рас, 0,40 % — других народностей. Испаноговорящие составили 2,77 % от всех жителей статистически обособленной местности.
Из 8458 домашних хозяйств в 27,1 % воспитывали детей в возрасте до 18 лет, 66,2 % представляли собой совместно проживающие супружеские пары, в 6,3 % семей женщины проживали без мужей, 25,5 % не имели семей. 21,5 % от общего числа семей на момент переписи жили самостоятельно, при этом 11,7 % составили одинокие пожилые люди в возрасте 65 лет и старше. Средний размер домашнего хозяйства составил 2,35 человек, а средний размер семьи — 2,72 человек.
Население статистически обособленной местности по возрастному диапазону по данным переписи 2000 года распределилось следующим образом: 21,1 % — жители младше 18 лет, 3,3 % — между 18 и 24 годами, 22,5 % — от 25 до 44 лет, 25,8 % — от 45 до 64 лет и 27,3 % — в возрасте 65 лет и старше. Средний возраст жителей составил 47 лет. На каждые 100 женщин в Палм-Сити приходилось 91,9 мужчин, при этом на каждые сто женщин 18 лет и старше приходилось 89,0 мужчин также старше 18 лет.
Средний доход на одно домашнее хозяйство статистически обособленной местности составил 62 362 доллара США, а средний доход на одну семью — 69 688 долларов. При этом мужчины имели средний доход в 48 852 доллара США в год против 33 699 долларов среднегодового дохода у женщин. Доход на душу населения статистически обособленной местности составил 62 362 доллара в год. 2,6 % от всего числа семей в населённом пункте и 3,7 % от всей численности населения находилось на момент переписи населения за чертой бедности, при этом 5,3 % из них были моложе 18 лет и 1,6 % — в возрасте 65 лет и старше.